# Cloniophorus chrysaspis
Cloniophorus chrysaspis är en skalbaggsart. Cloniophorus chrysaspis ingår i släktet Cloniophorus och familjen långhorningar.

## Underarter
Arten delas in i följande underarter:
- C. c. chrysaspis
- C. c. jordani